# 千葉治平
千葉 治平（ちば じへい、1921年10月31日 - 1991年6月23日）は、秋田県仙北市(旧田沢湖町)出身の小説家。本名は堀川 治平（ほりかわ じへい）。秋田県出身者としては、第41回（1959年）の渡辺喜恵子に次ぐ2人目の直木賞受賞者。

## 人物
秋田工業学校（現・秋田県立秋田工業高等学校）で電気科を学び、1940年で旧満洲で満鉄調査部科学研究所入社を経て、南満洲工業専門学校を卒業した。
終戦後は故郷の秋田に戻り、農業の傍ら「月刊さきがけ」で懸賞小説に応募して、一席入選し、伊藤永之介に師事し、共に秋田文学を創刊する。
1966年に「秋田文学」23号から27号まで連載された「虜愁記」は第54回直木賞を受賞した。

## 著書
- 虜愁記  文藝春秋, 1966
- 八郎潟 ある干拓の記録 講談社 1972
- アンデスの花 家の光協会 1977.6
- 山の湖の物語 田沢湖・八幡平風土記 秋田文化出版社 1978.10
- ふるさと博物誌 三戸印刷出版 1988.9
- 南部牛方ぶし  盛岡タイムス社 1991.12